# Eurovision Song Contest 1996
Der 41. Eurovision Song Contest fand am 18. Mai des Jahres 1996 im Spektrum in Norwegens Hauptstadt Oslo statt, da im Vorjahr die Gruppierung Secret Garden (Nocturne) den Contest gewinnen konnte. Gewinnerin des Wettbewerbs wurde Eimear Quinn mit dem Lied The Voice. Moderiert wurde der Abend von a-ha-Frontmann Morten Harket und der Journalistin Ingvild Bryn.

## Besonderheiten
Gewonnen wurde der Abend von der Irin Eimear Quinn und ihrem Titel The Voice, gefolgt von der Vertreterin des Gastgeberlandes, Elisabeth Andreassen und I evighet. Mit Schweden (Den vilda von One More Time) belegte ein weiteres skandinavisches Land Platz 3.
Fanfavoritin war die für Großbritannien startende Australierin Gina G. Mit ihrem Lied Ooh, Aah… Just a Little Bit, das damals in verschiedenen Ländern unter den Top 10 der Charts vertreten war und selbst in den US-amerikanischen Billboard-Charts den zwölften Rang erklomm, konnte sie nur den achten Platz erreichen. Es war das kommerziell erfolgreichste Lied des ESC 1996. 
Einen Platz unter ihr landete der zyprische Sänger Constantinos Christoforou, dessen Name beim Wettbewerb auf „Constantinos“ gekürzt wurde. Mit seinem Lied Móno yia mas (‚Nur für uns‘) schien er es vor allem der Moderatorin Ingvild Bryn angetan zu haben.
Platz 16 teilten sich Belgien und die Schweiz. Lisa del Bo verglich in ihrem Liefde is een kartspel die Liebe mit einem Kartenspiel. Der schwedische Beitrag aus dem Jahr 2001, Listen to Your Heartbeat, ist, wie offiziell 2003 erklärt wurde, ein Cover dieses Beitrages. In diesem Jahr erreichten die Schweden mit Den vilda von der Gruppe One More Time den dritten Platz mit 100 Punkten; genau dieselbe Platzierung mit genau derselben Punktzahl erreichte im Vorjahr Jan Johansen. Die Schweiz war mit Kathy Leanders Lied Mon cœur l’aime (‚Mein Herz liebt ihn‘) lange Zeit ganz hinten in der Tabelle, erst in der späteren Votingphase erklomm das Lied den 16. Platz.
Das andere qualifizierte deutschsprachige Land, Österreich, entsendete den seit seiner Geburt blinden George Nussbaumer und sein auf Vorarlbergisch gesungenes Lied Weil’s dr guat got. Die „schwärzeste Stimme Österreichs“, wie Nussbaumer häufig genannt wird, kam auf den zehnten Rang.
Gewinnerin des Abends wurde die Irin Eimear Quinn, die mit ihrem an traditionelle irische Volkslieder erinnernden Lied The Voice bereits ab der neunten Abstimmung die Führung nicht mehr abgab. Es war der siebte Sieg der Iren insgesamt und bereits der vierte in diesem Jahrzehnt. Komponist und Texter Brendan Graham zeichnete bereits für den irischen Sieg im Jahr 1994 verantwortlich.

## Teilnehmer

Länder im Finale
Länder, die das Finale nicht erreichten
Länder, die in der Vergangenheit am Eurovision Song Contest teilgenommen haben, jedoch nicht 1996

Da es insgesamt 30 Anmeldungen für den Contest gegeben hatte, sagte sich die Europäische Rundfunkunion vom bisherigen Qualifikationssystem – die letztplatzierten Länder des Vorjahres dürfen nicht am darauffolgenden Wettbewerb teilnehmen – los und führte eine interne Qualifikationsrunde ein, in der sich alle Länder außer Gastgeber Norwegen, vertreten durch die erste norwegische Grand-Prix-Gewinnerin Elisabeth Andreassen und ihr Lied I evighet – zu Deutsch Für immer – qualifizieren mussten. Da im Finale wie im Vorjahr nur 23 Länder antreten durften, mussten sich also sieben Länder vom Grand-Prix 1996 verabschieden.
Dabei traf es Ungarn, Dänemark, Mazedonien, Russland, Israel, Rumänien und auch Deutschland, wobei es bei Deutschland, Ungarn und Russland sowieso nur eine zweite Chance der Qualifikation darstellte. Diese Länder belegten beim letzten Eurovision Song Contest nämlich nur die hinteren Ränge. Dagegen konnten sich Polen, Bosnien und Herzegowina, Belgien und Portugal qualifizieren.
Vor allem in Deutschland reagierte man mit Zorn auf die gescheiterte Qualifikation des Münchner Friseurs Leon und seinem von Hanne Haller komponierten Lied Planet of Blue. Auch als Reaktion darauf weigerte sich die ARD, den Wettbewerb auszustrahlen und verschob ihn auf das dritte Programm des NDR, der in diesem Jahr auch erstmals für die Deutsche Vorentscheidung zuständig war. Es kommentierte der damals 30-jährige Ulf Ansorge, dessen Kommentare für wütende Zuschaueranrufe beim NDR sorgten.

### Qualifikationsrunde
| Platz | Land                    | Interpret                              | Titel (M = Musik; T = Text)                                                                              | Sprache          | Übersetzung                            | Punkte |
| ----- | ----------------------- | -------------------------------------- | --- | ---------------- | -------------------------------------- | ------ |
| 01.   | Schweden                | One More Time                          | Den vilda M: Peter Grönvall; T: Nanne Grönvall                                                           | Schwedisch       | Die Wilde                              | 227    |
| 02.   | Irland                  | Eimear Quinn                           | The Voice M/T: Brendan J. Graham                                                                         | Englisch         | Die Stimme                             | 198    |
| 03.   | Vereinigtes Königreich  | Gina G                                 | Ooh aah… Just a Little Bit M: Steve Rodway; T: Simon Tauber                                              | Englisch         | Uuh aah… nur ein kleines bisschen      | 153    |
| 04.   | Malta                   | Miriam Christine                       | In a Woman’s Heart M: Paul Abela; T: Alfred C. Sant                                                      | Englisch         | In einem Frauenherzen                  | 138    |
| 05.   | Estland                 | Maarja-Liis Ilus & Ivo Linna           | Kaelakee hääl M: Priit Pajusaar; T: Kaari Sillamaa                                                       | Estnisch         | Klang der Kette                        | 106    |
| 06.   | Österreich              | George Nussbaumer                      | Weil’s dr guat got M/T: Mischa Krausz, George Nussbaumer                                                 | Vorarlbergerisch | Weil es dir gut geht                   | 080    |
| 07.   | Türkei                  | Şebnem Paker                           | Beşinci mevsim M: Levent Çoker; T: Dr. Selma Çuhacı                                                      | Türkisch         | Die fünfte Jahreszeit                  | 069    |
| 08.   | Schweiz                 | Kathy Leander                          | Mon cœur l’aime M/T: Régis Mounir                                                                        | Französisch      | Mein Herz liebt ihn                    | 067    |
| 09.   | Niederlande             | Maxine & Franklin Brown                | De eerste keer M: Peter van Asten; T: Piet Souer, Peter van Asten                                        | Niederländisch   | Das erste Mal                          | 063    |
| 10.   | Island                  | Anna Mjöll                             | Sjúbidú M/T: Anna Mjöll Ólafsdóttir, Ólafur Gaukur Þórhallsson                                           | Isländisch       | Schubidu                               | 059    |
| 11.   | Frankreich              | Dan Ar Braz & L’Héritage des Celtes    | Diwanit bugale M/T: Dan Ar Braz                                                                          | Bretonisch       | Möget ihr blühen, Kinder               | 055    |
| 12.   | Belgien                 | Lisa del Bo                            | Liefde is een kaartspel M: John Terra, Siirak Brogden; T: Daniël Ditmar                                  | Niederländisch   | Liebe ist ein Kartenspiel              | 045    |
| 12.   | Griechenland            | Mariana Efstratiou Μαριάννα Ευστρατίου | Emís foráme to himóna anixiátika (Εμείς φοράμε το χειμώνα ανοιξιάτικα) M: Costas Bigalis; T: Iro Trigoni | Griechisch       | Wir tragen Frühlingskleidung im Winter | 045    |
| 14.   | Spanien                 | Antonio Carbonell                      | ¡Ay, qué deseo! M/T: Antonio Carmona, Josemi Carmona, Juan Carmona                                       | Spanisch         | O, welch eine Lust!                    | 043    |
| 15.   | Polen                   | Kasia Kowalska                         | Chcę znać swój grzech M: Robert Amirian; T: Kasia Kowalska                                               | Polnisch         | Ich will meine Sünde wissen            | 042    |
| 15.   | Zypern                  | Constantinos Κωνσταντίνος              | Móno yia mas (Μόνο για μας) M: Andreas Giorgallis; T: Rodoula Papalambrianou                             | Griechisch       | Nur für uns                            | 042    |
| 17.   | Slowakei                | Marcel Palonder                        | Kým nás máš M: Juraj Burian; T: Jozef Urban                                                              | Slowakisch       | Solange du uns hast                    | 036    |
| 18.   | Portugal                | Lúcia Moniz                            | O meu coração não tem cor M: Pedro Osório; T: José Fanha                                                 | Portugiesisch    | Mein Herz hat keine Farbe              | 032    |
| 19.   | Kroatien                | Maja Blagdan                           | Sveta ljubav M/T: Zrinko Tutić                                                                           | Kroatisch        | Heilige Liebe                          | 030    |
| 19.   | Slowenien               | Regina                                 | Dan najlepših sanj M/T: Aleksander Kogoj                                                                 | Slowenisch       | Der Tag des schönsten Traums           | 030    |
| 21.   | Bosnien und Herzegowina | Amila Glamočak                         | Za našu ljubav M: Sinan Alimanović, Adnan Bajramović, Aida Frljak; T: Adnan Bajramović                   | Bosnisch         | Für unsere Liebe                       | 029    |
| 22.   | Finnland                | Jasmine                                | Niin kaunis on taivas M/T: Timo Niemi                                                                    | Finnisch         | So schön ist der Himmel                | 028    |
| 23.   | Ungarn                  | Gjon Delhusa                           | Fortuna M/T: Gjon Delhusa                                                                                | Ungarisch        | —                                      | 026    |
| 24.   | Deutschland             | Leon                                   | Planet of Blue M/T: Hanne Haller                                                                         | Deutsch a        | Blauer Planet                          | 024    |
| 25.   | Dänemark                | Martin Loft & Dorthe Andersen          | Kun med dig M: Jascha Richter; T: Keld Heick                                                             | Dänisch          | Nur mit dir                            | 022    |
| 26.   | Mazedonien              | Kaliopi Калиопи                        | Samo ti (Само ти) M/T: Kaliopi Grill                                                                     | Mazedonisch      | Nur du                                 | 014    |
| 26.   | Russland                | Andrei Kossinski Андрей Косинский      | Ja eto ja (Я это я) M/T: Andrei Kossinski, Nikolai Denissow                                              | Russisch         | Ich bin, was ich bin                   | 014    |
| 28.   | Israel                  | Galit Bell גלית בל                     | Shalom olam (שלום עולם) M/T: Eyal Madani, Doron Vitenberg                                                | Hebräisch        | Hallo Welt                             | 012    |
| 29.   | Rumänien                | Monica Anghel & Sincron                | Rugă pentru pacea lumii M: Cornel Fugaru; T: Mirela Voiculescu Fugaru                                    | Rumänisch        | Ein Gebet für den Frieden der Welt     | 011    |

Die rot markierten Länder qualifizierten sich nicht für das Finale in Oslo.

### Wiederkehrende Interpreten
| Land         | Interpret                          | Vorherige(s) Teilnahmejahr(e)                                                                                           |
| ------------ | ---------------------------------- | --- |
| Finnland     | Jari Nieminen (Begleitung)         | 1988 (als Mitglied von Boulevard)                                                                                       |
| Finnland     | Jari Nieminen (Begleitung)         | Begleitung: 1987 (als Mitglied von Boulevard)                                                                           |
| Griechenland | Mariana Efstratiou                 | 1989 |
| Griechenland | Mariana Efstratiou                 | Begleitung: 1987 |
| Kroatien     | Slavko Pintarić Pišta (Begleitung) | 1988 für Jugoslawien (als Mitglied von Srebrna Krila)                                                                   |
| Malta        | Georgina Abela (Begleitung)        | 1991 |
| Norwegen     | Elisabeth Andreassen               | 1982 für Schweden (als Mitglied der Chips) • 1985 (als Mitglied der Bobbysocks) • 1994 (Duett mit Jan Werner Danielsen) |
| Österreich   | Stella Jones (Begleitung)          | 1995 |

### Dirigenten
Jedes Lied wurde mit Live-Musik begleitet bzw. kam Live-Musik zum Einsatz – folgende Dirigenten leiteten das Orchester bei dem jeweiligen Land:
- Türkei – Levent Çoker
- Vereinigtes Königreich – Ernie Dunstall
- Spanien – Eduardo Leiva
- Portugal – Pedro Osório
- Zypern – Stavros Lantsias
- Malta – Paul Abela
- Kroatien – Alan Bjelinski
- Österreich – Mischa Krausz
- Schweiz – Rui dos Reis
- Griechenland – Michalis Rozakis
- Estland – Tarmo Leinatamm
- Norwegen – Frode Thingnæs
- Frankreich – Fiachra Trench
- Slowenien – Jože Privšek
- Niederlande – Dick Bakker
- Belgien – Bob Porter
- Irland – Noel Kelehan
- Finnland – Olli Ahvenlahti
- Island – Ólafur Gaukur
- Polen – Wiesław Pieregorólka
- Bosnien und Herzegowina – Sinan Alimanović
- Slowakei – Juraj Burian
- Schweden – Anders Berglund

## Platzierungen
Gewinner Irland ist gelb und die Länder, die beim nächsten Mal resultierend aus ihrem schlechten Punktedurchschnitt pausieren mussten, sind rot markiert.
| Platz | Startnr. | Land                    | Interpret                              | Lied Musik (M) und Text (T)                                                                              | Sprache          | Übersetzung (Inoffiziell)              | Punkte |
| ----- | -------- | ----------------------- | -------------------------------------- | --- | ---------------- | -------------------------------------- | ------ |
| 01.   | 17       | Irland                  | Eimear Quinn                           | The Voice M/T: Brendan J. Graham                                                                         | Englisch         | Die Stimme                             | 162    |
| 02.   | 12       | Norwegen                | Elisabeth Andreassen                   | I evighet M/T: Torhild Nigar                                                                             | Norwegisch       | Für die Ewigkeit                       | 114    |
| 03.   | 23       | Schweden                | One More Time                          | Den vilda M: Peter Grönvall; T: Nanne Grönvall                                                           | Schwedisch       | Die Wilde                              | 100    |
| 04.   | 07       | Kroatien                | Maja Blagdan                           | Sveta ljubav M/T: Zrinko Tutić                                                                           | Kroatisch        | Heilige Liebe                          | 098    |
| 05.   | 11       | Estland                 | Maarja-Liis Ilus & Ivo Linna           | Kaelakee hääl M: Priit Pajusaar; T: Kaari Sillamaa                                                       | Estnisch         | Klang der Kette                        | 094    |
| 06.   | 04       | Portugal                | Lúcia Moniz                            | O meu coração não tem cor M: Pedro Osório; T: José Fanha                                                 | Portugiesisch    | Mein Herz hat keine Farbe              | 092    |
| 07.   | 15       | Niederlande             | Maxine & Franklin Brown                | De eerste keer M: Peter van Asten; T: Piet Souer, Peter van Asten                                        | Niederländisch   | Das erste Mal                          | 078    |
| 08.   | 02       | Vereinigtes Königreich  | Gina G                                 | Ooh aah… Just a Little Bit M: Steve Rodway; T: Simon Tauber                                              | Englisch         | Uuh aah… nur ein kleines bisschen      | 077    |
| 09.   | 05       | Zypern                  | Constantinos Κωνσταντίνος              | Móno yia mas (Μόνο για μας) M: Andreas Giorgallis; T: Rodoula Papalambrianou                             | Griechisch       | Nur für uns                            | 072    |
| 10.   | 06       | Malta                   | Miriam Christine                       | In a Woman’s Heart M: Paul Abela; T: Alfred C. Sant                                                      | Englisch b       | In einem Frauenherzen                  | 068    |
| 10.   | 08       | Österreich              | George Nussbaumer                      | Weil’s dr guat got M/T: Mischa Krausz, George Nussbaumer                                                 | Vorarlbergerisch | Weil es dir gut geht                   | 068    |
| 12.   | 01       | Türkei                  | Şebnem Paker                           | Beşinci mevsim M: Levent Çoker; T: Dr. Selma Çuhacı                                                      | Türkisch         | Die fünfte Jahreszeit                  | 057    |
| 13.   | 19       | Island                  | Anna Mjöll                             | Sjúbidú M/T: Anna Mjöll Ólafsdóttir, Ólafur Gaukur Þórhallsson                                           | Isländisch       | Schubidu                               | 051    |
| 14.   | 10       | Griechenland            | Mariana Efstratiou Μαριάννα Ευστρατίου | Emís foráme to himóna anixiátika (Εμείς φοράμε το χειμώνα ανοιξιάτικα) M: Costas Bigalis; T: Iro Trigoni | Griechisch       | Wir tragen Frühlingskleidung im Winter | 036    |
| 15.   | 20       | Polen                   | Kasia Kowalska                         | Chcę znać swój grzech M: Robert Amirian; T: Kasia Kowalska                                               | Polnisch         | Ich will meine Sünde wissen            | 031    |
| 16.   | 09       | Schweiz                 | Kathy Leander                          | Mon cœur l’aime M/T: Régis Mounir                                                                        | Französisch      | Mein Herz liebt ihn                    | 022    |
| 16.   | 16       | Belgien                 | Lisa del Bo                            | Liefde is een kaartspel M: John Terra, Siirak Brogden; T: Daniël Ditmar                                  | Niederländisch   | Liebe ist ein Kartenspiel              | 022    |
| 18.   | 22       | Slowakei                | Marcel Palonder                        | Kým nás máš M: Juraj Burian; T: Jozef Urban                                                              | Slowakisch       | Solange du uns hast                    | 019    |
| 19.   | 13       | Frankreich              | Dan Ar Braz & L’Héritage des Celtes    | Diwanit bugale M/T: Dan Ar Braz                                                                          | Bretonisch       | Möget ihr blühen, Kinder               | 018    |
| 20.   | 03       | Spanien                 | Antonio Carbonell                      | ¡Ay, qué deseo! M/T: Antonio Carmona, Josemi Carmona, Juan Carmona                                       | Spanisch         | O, welch eine Lust!                    | 017    |
| 21.   | 14       | Slowenien               | Regina                                 | Dan najlepših sanj M/T: Aleksander Kogoj                                                                 | Slowenisch       | Der Tag des schönsten Traums           | 016    |
| 22.   | 21       | Bosnien und Herzegowina | Amila Glamočak                         | Za našu ljubav M: Sinan Alimanović, Adnan Bajramović, Aida Frljak; T: Adnan Bajramović                   | Bosnisch         | Für unsere Liebe                       | 013    |
| 23.   | 18       | Finnland                | Jasmine                                | Niin kaunis on taivas M/T: Timo Niemi                                                                    | Finnisch         | So schön ist der Himmel                | 009    |

Aufgrund von Kritik am Qualifikationssystem von 1993 und 1994 wurde ein neuer Modus eingeführt: für den Wettbewerb im darauffolgenden Jahr wurden Länder mit dem schlechtesten 4-Jahres-Schnitt (1993 bis 1996) an Punkten nicht zugelassen. Die rot markierten Länder waren davon betroffen.

## Punktevergabe
| Land | Abstimmungsergebnisse | Abstimmungsergebnisse | Abstimmungsergebnisse | Abstimmungsergebnisse | Abstimmungsergebnisse | Abstimmungsergebnisse | Abstimmungsergebnisse | Abstimmungsergebnisse | Abstimmungsergebnisse | Abstimmungsergebnisse | Abstimmungsergebnisse | Abstimmungsergebnisse | Abstimmungsergebnisse | Abstimmungsergebnisse | Abstimmungsergebnisse | Abstimmungsergebnisse | Abstimmungsergebnisse | Abstimmungsergebnisse | Abstimmungsergebnisse | Abstimmungsergebnisse | Abstimmungsergebnisse | Abstimmungsergebnisse | Abstimmungsergebnisse | Abstimmungsergebnisse | Abstimmungsergebnisse |
| Land | Punkte                | TR                    | UK                    | ES                    | PT                    | CY                    | MT                    | HR                    | AT                    | CH                    | GR                    | EE                    | NO                    | FR                    | SI                    | NL                    | BE                    | IE                    | FI                    | IS                    | PL                    | BA                    | SK                    | SE                    | Votings               |
| --- | --------------------- | --------------------- | --------------------- | --------------------- | --------------------- | --------------------- | --------------------- | --------------------- | --------------------- | --------------------- | --------------------- | --------------------- | --------------------- | --------------------- | --------------------- | --------------------- | --------------------- | --------------------- | --------------------- | --------------------- | --------------------- | --------------------- | --------------------- | --------------------- | --------------------- |
| Türkei | 057                   |                       | 6                     | 8                     | –                     | –                     | 10                    | 1                     | –                     | 6                     | –                     | –                     | –                     | 4                     | –                     | 7                     | 5                     | –                     | 5                     | –                     | –                     | 5                     | –                     | –                     | 10                    |
| Vereinigtes Königreich                                                                                                 | 077                   | 3                     |                       | –                     | 12                    | 1                     | 6                     | 7                     | 3                     | 4                     | –                     | 2                     | –                     | 8                     | –                     | –                     | 12                    | 3                     | –                     | 4                     | –                     | –                     | 6                     | 6                     | 14                    |
| Spanien | 017                   | –                     | –                     |                       | –                     | 2                     | 5                     | 4                     | –                     | –                     | 6                     | –                     | –                     | –                     | –                     | –                     | –                     | –                     | –                     | –                     | –                     | –                     | –                     | –                     | 04                    |
| Portugal | 092                   | 5                     | 2                     | –                     |                       | 12                    | –                     | 10                    | 1                     | 10                    | 5                     | –                     | 12                    | 5                     | –                     | 6                     | 6                     | –                     | 3                     | 10                    | –                     | 1                     | –                     | 4                     | 15                    |
| Zypern | 072                   | –                     | 12                    | 7                     | 3                     |                       | 2                     | 8                     | 2                     | 5                     | 12                    | –                     | –                     | 2                     | –                     | –                     | –                     | 1                     | 6                     | –                     | –                     | –                     | 10                    | 2                     | 13                    |
| Malta | 068                   | 10                    | –                     | 10                    | –                     | –                     |                       | 12                    | –                     | –                     | 8                     | –                     | 1                     | –                     | 4                     | –                     | –                     | –                     | –                     | –                     | 6                     | –                     | 12                    | 5                     | 09                    |
| Kroatien | 098                   | 8                     | 4                     | 5                     | 10                    | 8                     | 7                     |                       | –                     | 1                     | 1                     | 6                     | 7                     | –                     | 3                     | 5                     | 4                     | 6                     | –                     | 5                     | 2                     | 10                    | 5                     | 1                     | 19                    |
| Österreich | 068                   | 4                     | –                     | –                     | 5                     | –                     | 12                    | –                     |                       | –                     | 2                     | 7                     | –                     | 12                    | 1                     | –                     | –                     | 8                     | –                     | –                     | 8                     | 6                     | 3                     | –                     | 11                    |
| Schweiz | 022                   | –                     | 3                     | –                     | –                     | –                     | –                     | –                     | –                     |                       | –                     | –                     | –                     | –                     | 2                     | 4                     | 2                     | 4                     | 4                     | 3                     | –                     | –                     | –                     | –                     | 07                    |
| Griechenland | 036                   | –                     | 7                     | –                     | –                     | 10                    | 1                     | –                     | –                     | 2                     |                       | –                     | 3                     | –                     | –                     | 1                     | –                     | –                     | –                     | –                     | 1                     | –                     | 8                     | 3                     | 09                    |
| Estland | 094                   | –                     | 10                    | 4                     | –                     | 7                     | –                     | –                     | 5                     | –                     | –                     |                       | 8                     | 1                     | 8                     | 3                     | –                     | 2                     | 12                    | 12                    | 10                    | –                     | –                     | 12                    | 13                    |
| Norwegen | 114                   | 2                     | 8                     | –                     | 2                     | 3                     | –                     | 5                     | 8                     | 7                     | –                     | 5                     |                       | 7                     | 10                    | 10                    | 8                     | 7                     | 7                     | 8                     | 4                     | 3                     | –                     | 10                    | 18                    |
| Frankreich | 018                   | –                     | 1                     | –                     | 1                     | –                     | –                     | –                     | –                     | –                     | –                     | 3                     | 4                     |                       | –                     | –                     | 7                     | –                     | 2                     | –                     | –                     | –                     | –                     | –                     | 06                    |
| Slowenien | 016                   | –                     | –                     | 1                     | –                     | –                     | –                     | 6                     | –                     | –                     | –                     | –                     | –                     | –                     |                       | –                     | –                     | –                     | –                     | 1                     | –                     | 8                     | –                     | –                     | 04                    |
| Niederlande | 078                   | 1                     | –                     | 6                     | 7                     | 5                     | –                     | –                     | 12                    | 3                     | –                     | 4                     | –                     | 10                    | 5                     |                       | 1                     | 5                     | –                     | 2                     | 7                     | 2                     | –                     | 8                     | 14                    |
| Belgien | 022                   | –                     | 5                     | 12                    | –                     | –                     | –                     | 2                     | –                     | –                     | –                     | 1                     | –                     | –                     | –                     | 2                     |                       | –                     | –                     | –                     | –                     | –                     | –                     | –                     | 05                    |
| Irland | 162                   | 12                    | –                     | –                     | 8                     | 6                     | 4                     | –                     | 7                     | 12                    | 10                    | 12                    | 10                    | 6                     | 12                    | 12                    | 3                     |                       | 10                    | –                     | 12                    | 12                    | 7                     | 7                     | 18                    |
| Finnland | 009                   | –                     | –                     | –                     | –                     | –                     | –                     | –                     | –                     | –                     | –                     | –                     | 2                     | –                     | –                     | –                     | –                     | –                     |                       | 7                     | –                     | –                     | –                     | –                     | 02                    |
| Island | 052                   | –                     | –                     | 3                     | 6                     | –                     | –                     | –                     | 6                     | –                     | 3                     | 8                     | 5                     | –                     | 6                     | –                     | –                     | 10                    | –                     |                       | 3                     | –                     | 1                     | –                     | 10                    |
| Polen | 031                   | 7                     | –                     | –                     | –                     | 4                     | –                     | –                     | 4                     | –                     | 7                     | –                     | –                     | –                     | –                     | –                     | –                     | –                     | –                     | –                     |                       | 7                     | 2                     | –                     | 06                    |
| Bosnien und Herzegowina                                                                                                | 013                   | 6                     | –                     | –                     | –                     | –                     | 3                     | 3                     | –                     | –                     | –                     | –                     | –                     | –                     | –                     | –                     | –                     | –                     | 1                     | –                     | –                     |                       | –                     | –                     | 04                    |
| Slowakei | 019                   | –                     | –                     | 2                     | –                     | –                     | 8                     | –                     | –                     | –                     | 4                     | –                     | –                     | –                     | –                     | –                     | –                     | –                     | –                     | –                     | 5                     | –                     |                       | –                     | 04                    |
| Schweden | 100                   | –                     | –                     | –                     | 4                     | –                     | –                     | –                     | 10                    | 8                     | –                     | 10                    | 6                     | 3                     | 7                     | 8                     | 10                    | 12                    | 8                     | 6                     | –                     | 4                     | 4                     |                       | 14                    |
| Die Tabelle ist senkrecht nach der Auftrittsreihenfolge geordnet, waagerecht nach der chronologischen Punkteverlesung. |                       |                       |                       |                       |                       |                       |                       |                       |                       |                       |                       |                       |                       |                       |                       |                       |                       |                       |                       |                       |                       |                       |                       |                       |                       |

Karte der Punktevergabe für den Siegertitel aus Irland nach Ländern

Während der Abstimmung sagte die spanische Sprecherin „Holland, 6 points“, obwohl die korrekte Bezeichnung „The Netherlands“ ist. Die Moderatorin verstand dies fälschlicherweise als „Poland, 6 points“. So wurden die 6 Punkte zunächst Polen gutgeschrieben, was aber nach der Ausstrahlung des Contests korrigiert wurde.

### Statistik der Zwölf-Punkte-Vergabe
| Anzahl | Land                   | erhalten von                                                                     |
| ------ | ---------------------- | -------------------------------------------------------------------------------- |
| 7      | Irland                 | Bosnien und Herzegowina, Estland, Niederlande, Polen, Schweiz, Slowenien, Türkei |
| 3      | Estland                | Finnland, Island, Schweden                                                       |
| 2      | Malta                  | Kroatien, Slowakei                                                               |
| 2      | Österreich             | Frankreich, Malta                                                                |
| 2      | Portugal               | Zypern, Norwegen                                                                 |
| 2      | Vereinigtes Königreich | Belgien, Portugal                                                                |
| 2      | Zypern                 | Griechenland, Vereinigtes Königreich                                             |
| 1      | Belgien                | Spanien                                                                          |
| 1      | Niederlande            | Österreich                                                                       |
| 1      | Schweden               | Irland                                                                           |

### Punktesprecher
| Nr. | Land                    | Punktesprecher                | Bemerkungen                                                     |
| --- | ----------------------- | ----------------------------- | --------------------------------------------------------------- |
| 01  | Türkei                  | Ömer Önder                    | Punktesprecher 1993 und 1995                                    |
| 02  | Vereinigtes Königreich  | Colin Berry                   | Punktesprecher 1977 bis 1979 und 1981 bis 1995                  |
| 03  | Spanien                 | Belén Fernández de Henestrosa | Punktesprecherin 1995                                           |
| 04  | Portugal                | Cristina Rocha                | –                                                               |
| 05  | Zypern                  | Marios Skordis                | –                                                               |
| 06  | Malta                   | Ruth Amaira                   | –                                                               |
| 07  | Kroatien                | Daniela Trbović               | Punktesprecherin 1995                                           |
| 08  | Österreich              | Martina Rupp                  | –                                                               |
| 09  | Schweiz                 | Yves Ménestrier               | –                                                               |
| 10  | Griechenland            | Niki Venega                   | –                                                               |
| 11  | Estland                 | Annika Talvik                 | –                                                               |
| 12  | Norwegen                | Ragnhild Sælthun Fjørtoft     | –                                                               |
| 13  | Frankreich              | Laurent Broomhead             | –                                                               |
| 14  | Slowenien               | Mario Galunič                 | –                                                               |
| 15  | Niederlande             | Marga Bult                    | Teilnehmerin 1987                                               |
| 16  | Belgien                 | An Ploegaerts                 | Punktesprecherin 1987                                           |
| 17  | Irland                  | Eileen Dunne                  | Punktesprecherin 1989 bis 1995                                  |
| 18  | Finnland                | Solveig Herlin                | Punktesprecherin 1982 bis 1984, 1986 bis 1990 und 1992 bis 1994 |
| 19  | Island                  | Svanhildur Konráðsdóttir      | –                                                               |
| 20  | Polen                   | Jan Chojnacki                 | Punktesprecher 1994 und 1995                                    |
| 21  | Bosnien und Herzegowina | Segmedina Srna                | –                                                               |
| 22  | Slowakei                | Alena Heribanová              | –                                                               |
| 23  | Schweden                | Ulla Rundqvist                | –                                                               |

## Verschiedenes
- Gerüchten zufolge wollte Bulgarien erstmals am Eurovision Song Contest teilnehmen. Das erstmals teilnehmende Mazedonien schied schon in der Vorauswahl aus.
- Die Bundesrepublik Jugoslawien wollte mit dem Titel Rastanak der Sängerin Maja Odzaklijevska teilnehmen. Allerdings war das Land wegen des Jugoslawienkriegs immer noch vom Wettbewerb ausgeschlossen.
- Es war der erste Wettbewerb ohne einen Beitrag aus Deutschland und auch der erste ohne einen hochdeutschen Beitrag, da Österreichs Beitrag auf Vorarlbergerisch gesungen wurde.
- Dieser Wettbewerb war der letzte, bei dem nur per Juryvoting abgestimmt wurde. In den Folgejahren wuchs der Einfluss des Televoting stetig, bevor 2009 ein Mix zwischen Jury- und Televoting eingeführt wurde.
- Der in der Vorrunde ausgeschiedene dänische Beitrag Kun med dig wurde später von der Softrock-Gruppe Michael Learns to Rock gecovert. Kommerziell war Paint My Love vor allem in Asien erfolgreich.